# Поуль Гартлінг
Поуль Гартлінг (дан. Poul Hartling; 14 серпня 1914, Копенгаген — 30 квітня 2000, там само) — данський державний і політичний діяч, глава уряду країни з 19 грудня 1973 до 13 лютого 1975 року, з 1978 до 1985 року — верховний комісар ООН у справах біженців.

## Ранні роки
Був сином Мадса Гартлінга, міністра освіти 1947–1949 років. 1939 року закінчив навчання на теологічному факультеті й 1945 став учителем. Потім працював і священиком, і вчителем. 1959 став ректором педагогічного училища.

## Політична діяльність
1957 року був обраний до фолькетінга як член партії Венстре. За результатами виборів 1960 переобраний не був, а на наступних виборах знову отримав депутатський мандат.
1965 року очолив партію Венстре. 1968 формував уряд разом з представниками партії Радикальна Венстре та Консервативної народної партії. Він не очолив той кабінет, а став міністром закордонних справ. Главою уряду став Гілмар Баунсгаард. Програвши вибори 1971, уряд пішов у відставку.

### Прем'єр-міністр
Утім, після грудневих виборів 1973 року Поуль Гартлінг став прем'єр-міністром Данії. Його уряд мав найменшу підтримку в парламенті в данській історії. Члени Венстре мали тільки 22 зі 175 місць у парламенті. Разом з тим, уряд Гартлінга був працездатним, оскільки не мав і сильної опозиції.
За результатами виборів 1975 року Гартлінг майже подвоїв число місць Венстре у парламенті, але не зміг сформувати уряд, оскільки не бажав бути залежним від популістської партії Fremskridtspartiet.

## Міжнародна діяльність
Після чергової поразки на виборах 1977 року залишив політику. За рік він став верховним комісаром ООН у справах біженців. 1981 йому було присуджено нобелівську премію миру. 1985 року Гартлінг пішов з посади верховного комісара.